# Sidi Baizid
Sidi Baizid (em árabe: سيدي بايزيد) é uma cidade e comuna localizada na província de Djelfa, Argélia. De acordo com o censo de 2008, a população total da cidade era de 7 933 habitantes.